# Cyalithus cohici
Cyalithus cohici – gatunek chrząszcza z rodziny bogatkowatych, podrodziny Chrysochroinae i plemienia Chrysochroini.

## Taksonomia
Gatunek ten został opisany w 1948 przez André Descarpentriesa.

## Opis
Bogatkowaty osiągający 17 mm długości ciała. Głowa głęboko czerwono zabarwiona z zielonkawym u podstawy, silnie punktowana. Oczy duże, szeroko oddzielone. Przedplecze czerwone z zielonkawym zabarwieniem na bocznych krawędziach. Pokrywy głęboko niebieskie z fioletowo-czerwonym połyskiem na bocznych i złoto-zielonym na tylnych obrzeżach.

## Występowanie
Gatunek ten występuje w Wietnamie i północnej Tajlandii.